# Río Panshir
El río Panshir (del farsi: رود پنجشیر) fluye a través del valle de Panjshir en el noreste de Afganistán, a 150 kilómetros al norte de Kabul. Su afluente principal es el río Ghorband que fluye desde la provincia de Parwan y se une al río Panshir a 10 kilómetros al este de Charikar. El río Panshir fluye hacia el sur a través del Hindu Kush y se une al río Kabul en la ciudad de Surobi. En los años 1950 se construyó una presa en este río cerca de Surobi con objeto de suministrar su agua al río Kabul.

## Galería

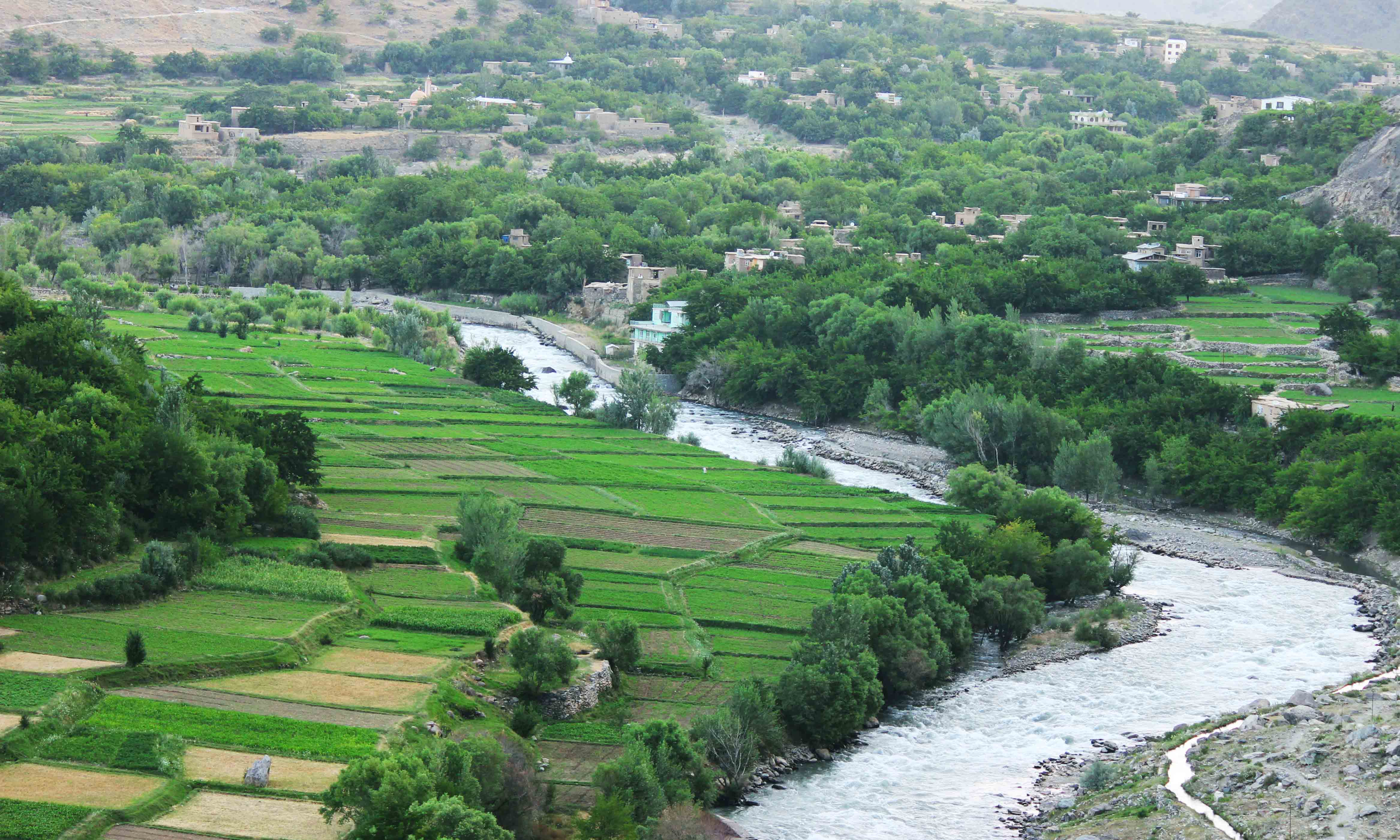
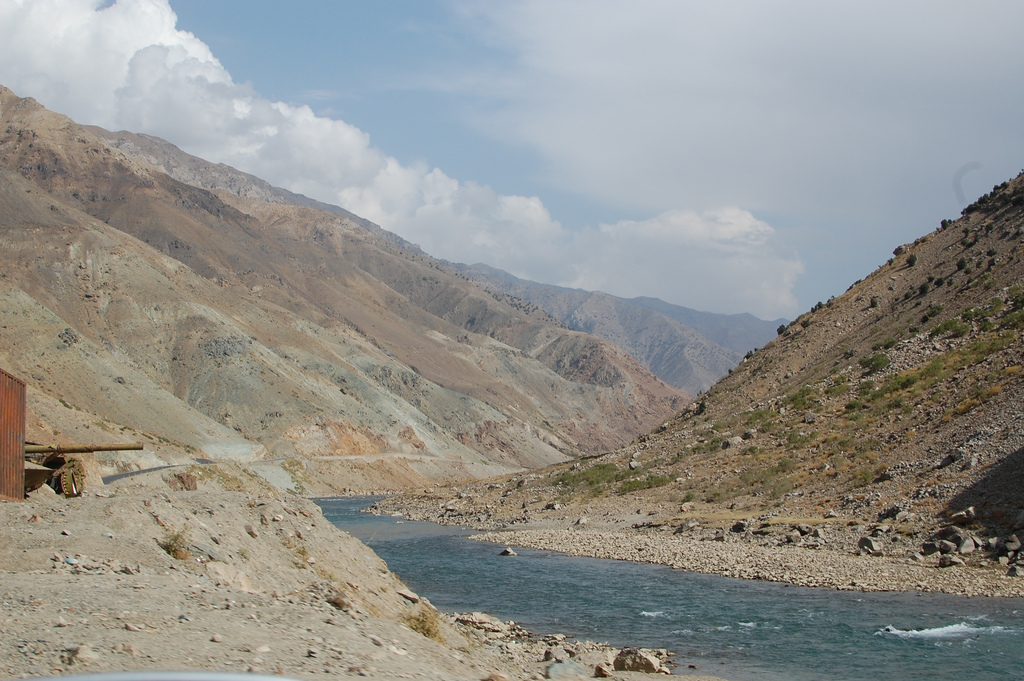